# معامل الحمل

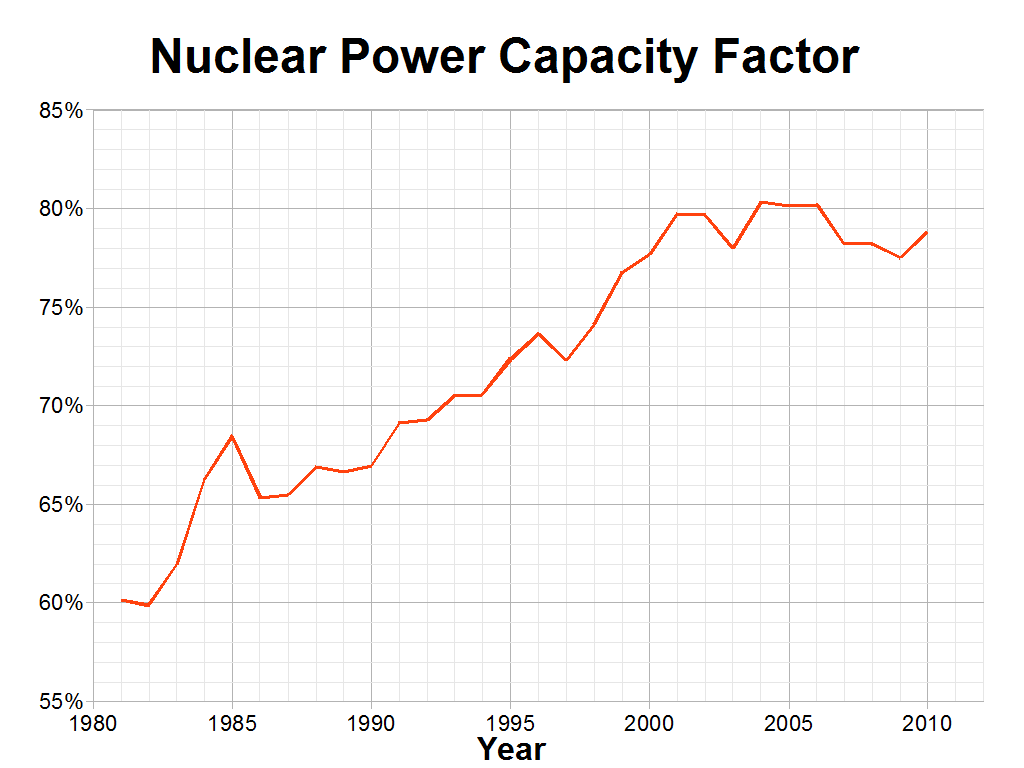

معامل الحمل لمحطة طاقة (بالإنكليزية Capacity Factor أو Load Factor) هو النسبة بين الطاقة التي أنتجتها المحطة فعلياً خلال فترة زمنية معينة والطاقة التي كان يمكن إنتاجها خلال نفس المدة فيما لو استمر عمل المحطة على الاستطاعة القصوى طيلة هذه المدة.
تختلف قيمة معامل الحمل باختلاف نوع المحطة ونوع الوقود المستخدم. ومن واجب القول أنه يجب عدم الخلط بين معامل الحمل ومعامل الجهوزية والكفاءة.

## أمثلة على حساب معامل الحمل

### محطة حمل أساسي
محطة حمل أساسي باستطاعة قصوى 1000 ميغاواط (Mw) أنتجت 648,000 ميغاواط-ساعي (MWh) خلال 30 يوما. قيمة الإنتاج فيما لو عملت المحطة بطاقتها القصوى طيلة ال 30 يوما تساوي الاستطاعة القصوى x عدد الساعات في 30 يوما، عليه يكون معامل الحمل لهذه المحطة مساويا90% تقريبا:
{\displaystyle {\frac {648,000\ {\mbox{MW·h}}}{(30\ {\mbox{days}})\times (24\ {\mbox{hours/day}})\times (1000\ {\mbox{MW}})}}=0.9\approx {90\%}}

### مزرعة ريحية
مزرعة بورتون وولد الريحية (Burton Wold Wind Farm) تتألف من عشر عنفات ريحية طراز انيركون Enercon E70-E4 باستطاعة اسمية 2 ميغاواط لكل عنفة، وبالتالي مجموع كلي 20 ميغاواط للمزرعة ككل. في العام 2008 أنتجت المزرعة طاقة اجمالية 43,416 ميغاواط-ساعي (انتبه أن سنة 2008 كانت سنة كبيسة). يكون معامل الحمل لهذه المزرعة مساويا ل 25%:
{\displaystyle {\frac {43,416\ {\mbox{MW·h}}}{(366\ {\mbox{days}})\times (24\ {\mbox{hours/day}})\times (20\ {\mbox{MW}})}}=0.2471\approx {25\%}}